# Fever (Megan Thee Stallion)
Fever è il primo mixtape della rapper statunitense Megan Thee Stallion, pubblicato il 17 maggio 2019 dalla 300 e 1501 Certified.

## Pubblicazione
La rapper ha annunciato il mixtape con un trailer postato sul suo Instagram l'otto maggio. In esso veste i panni di un suo alter ego, Hot Girl Meg, mentre guida una decappottabile rossa in compagnia di altre donne, prima che un’anteprima di una canzone inizi.

## Promozione
Il singolo apripista del mixtape, Sex Talk, è stato pubblicato il 22 marzo 2019.
Il secondo singolo, Realer, è stato reso disponibile il 16 maggio e il suo video musicale cinque giorni dopo. La rapper si è esibita con il brano da Jimmy Kimmel Live!, in un medley con Big Ole Freak il 9 luglio.
Pur non essendo stato pubblicato come singolo ufficiale, la traccia Cash Shit ha ottenuto notevole popolarità, raggiungendo la quarantaduesima posizione nella Billboard Hot 100.

## Accoglienza
| Recensione  | Giudizio |
| ----------- | -------- |
| AllMusic    |          |
| Exclaim!    | 8/10     |
| HipHopDX    | 4/5      |
| Pitchfork   | 8/10     |
| Rap Reviews | 6.5/10   |

Fever è stato accolto positivamente dalla critica. Su Metacritic, ha ottenuto un punteggio medio di 83 su 100 su sette recensioni, indicando acclamo universale.
Tra le recensioni positive, Fred Thomas per AllMusic ha lodato l’autostima della rapper, i testi e i beats, e ha concluso dicendo che il mixtape stabilisce la rapper come una figura nell’industria rap. Pitchfork gli ha attribuito un punteggio di 8.0 su 10, dichiarando che l’ascesa della rapper sembra destino, dato che ha ereditato il suo genere musicale da quello che in passato la madre eseguiva.

## Tracce
1. Realer – 2:29 (Megan Pete, LilJuMadeDaBeat)
2. Hood Rat Shit – 3:01 (Pete, LC Supreme, Koncept P)
3. Pimpin – 3:23 (Pete, Juicy J, Suede, Crazy Mike)
4. Cash Shit (feat. DaBaby) – 3:12 (Pete, Jonathan Kirk, LilJuMadeDaBeat)
5. W.A.B – 2:57 (Pete, Project Pat, Supah Mario)
6. Best You Ever Had – 2:39 (Pete, DJ Chose)
7. Simon Says (feat. Juicy J) – 3:20 (Pete, Jordah Houston, Juicy J, Suede, Crazy Mike)
8. Shake That – 2:52 (Pete, LilJuMadeDaBeat)
9. Money Good – 3:17 (Pete, DJ Chose)
10. Dance – 2:56 (Pete, Juicy J, Crazy Mike)
11. Ratchet – 2:14 (Pete, LilJuMadeDaBeat, Prolivik Beeats)
12. Sex Talk – 2:11 (Pete, DJ WillAye)
13. Big Drank – 3:27 (Pete, LilJuMadeDaBeat)
14. Running Up Freestyle – 2:04 (Pete, LilJuMadeDaBeat)

## Successo commerciale
Ha debuttato alla decima posizione della Billboard 200 con 28,000 unità, tra cui 2,000 copie digitali, raccogliendo 30.6 milioni di riproduzioni streaming nella sua prima settimana.